# Rue de la Commanderie
Ne doit pas être confondu avec Boulevard de la Commanderie ou Place de la Commanderie.
La rue de la Commanderie est une voie de la commune de Nancy, comprise au sein du département de Meurthe-et-Moselle, en région Lorraine.

## Situation et accès
Au sein du ban municipal de Nancy, la rue de la Commanderie, d'une direction générale est-ouest, se place au centre-ouest, la partie orientale de la voie étant située à proximité immédiate de la gare de Nancy. La rue appartient administrativement au quartier Poincaré - Foch - Anatole France - Croix de Bourgogne.
Elle débute à son extrémité orientale Avenue Foch et aboutit place de la Commanderie en croisant notamment la rue Jeanne d'Arc.

## Origine du nom
Elle porte ce nom pour conserver le souvenir de l'ancienne maison des Templiers, puis des Hospitaliers de l'ordre de Saint-Jean de Jérusalem, la Commanderie Saint-Jean de Jérusalem ou commanderie de Virlay ou commanderie du Vieil-Aître, qui datait du XIIe siècle.

## Historique
Ancienne rue principale du faubourg Saint-Jean, menant à Laxou et à Villers et appelée jadis le « chemin Saint-Jean » elle prend sa dénomination actuelle en 1867.

## Bâtiments remarquables et lieux de mémoire
- no 22 : Immeuble Georges Biet

édifice objet d’une inscription au titre des monuments historiques depuis 1975
- no 26 : immeuble construit en 1906 par l’architecte Lucien Bentz

- no 33 : Pharmacie Jacques

édifice objet d’une inscription au titre des monuments historiques depuis 1977